# Gare de Feldkirch-Gisingen
La gare de Feldkirch-Gisingen (en allemand Feldkirch-Gisingen) est une gare ferroviaire autrichienne de la ligne de Feldkirch à Buchs. Elle est située à Gisingen, quartier de la ville de Feldkirch dans le Land autrichien de Vorarlberg.
C'est une halte voyageurs Österreichische Bundesbahnen (ÖBB) desservie par des trains régionaux.

## Situation ferroviaire
Établie à 458 mètres d'altitude, la halte de Gisingen est située au point kilométrique (PK) 3,595 de la ligne de Feldkirch à Buchs, entre les gares de Feldkirch-Altenstadt et de Feldkirch-Tisis.
La voie unique dessert un quai latéral.

## Service des voyageurs

### Accueil
Halte voyageurs ÖBB, c'est un point d'arrêt non géré (PANG) à accès libre.

### Desserte
Gisingen est  desservie par des trains régionaux. 

### Intermodalité
Un parc pour les vélos, de vingt places, y est aménagé.